# Humidimètre TDR
 (mars 2012).
Si vous disposez d'ouvrages ou d'articles de référence ou si vous connaissez des sites web de qualité traitant du thème abordé ici, merci de compléter l'article en donnant les références utiles à sa vérifiabilité et en les liant à la section « Notes et références ».
Un humidimètre TDR (time domain reflectometry) est un dispositif qui permet de mesurer l'humidité (ou teneur en eau) d'un sol par réflectométrie temporelle. Il s'agit d'une mesure indirecte : la grandeur mesurée est la permittivité du sol, l'humidité est déduite de la permittivité à la suite d'un étalonnage. La mesure est non destructive mais nécessite tout de même d'enfoncer une sonde dans le sol. 
Le dispositif est composé d'un réflectomètre temporel relié à une sonde. La sonde est un guide d'ondes  constitué de tiges métalliques que l'on plante dans le sol. On mesure l’humidité moyenne du volume situé entre les tiges.

## Principe

### Mesure de la permittivité apparente du sol
Le réflectomètre émet une impulsion dans un câble relié à la sonde. Entre les tiges (guide d'ondes) de la sonde l'impulsion se propage sous forme de micro-onde. Une fois arrivée au bout du guide d'ondes le signal est réfléchi et revient vers le réflectomètre sous la forme d'une variation temporelle du potentiel électrique.
Le réflectomètre enregistre la tension au cours du temps, chaque discontinuité de la permittivité sur le trajet de l'onde entraîne une réflexion partielle du signal qui sera visible sur le réflectomètre.
une première réflexion a lieu lors du passage de l'onde du câble vers le sol. Une deuxième réflexion a lieu au bout des guides d'ondes.
L’intervalle de temps entre les échos de ces deux réflexions correspond au temps d'aller-retour de l'onde électromagnétique dans le sol entre les guides d'ondes. Ce temps ({\displaystyle \Delta t}) est lu sur le réflectomètre.
Si on note {\displaystyle \Delta l} la longueur des guides d'ondes, l'onde parcourt {\displaystyle 2.\Delta l} durant {\displaystyle \Delta t} (temps d'aller-retour de l'onde entre les guides). 
On peut donc en déduire la vitesse moyenne de propagation {\displaystyle v} de l'onde dans le sol :
{\displaystyle v={{2\cdot \Delta l} \over \Delta t}}
La vitesse de propagation d'une onde électromagnétique dans un matériau est liée à la permittivité relative {\displaystyle \epsilon _{r}} de ce dernier par :
{\displaystyle \epsilon _{r}=n^{2}={\begin{pmatrix}{{c} \over {v}}\end{pmatrix}}^{2}={\begin{pmatrix}{{\text{vitesse dans le vide}} \over {\text{vitesse dans le milieu}}}\end{pmatrix}}^{2}}
où :
- {\displaystyle c} : vitesse des ondes électromagnétiques dans le vide (vitesse de la lumière)
- {\displaystyle n} : indice de réfraction du milieu.

### Lien entre permittivité et teneur en eau
La permittivité apparente du sol dépend de la permittivité des différents constituants du sol. Globalement, un sol est constitué de minéraux, de matière organique, d'air et d'eau.
| matériel          | permittivité relative (ordre de grandeur) |
| ----------------- | ----------------------------------------- |
| air               | 1                                         |
| matière organique | 2 à 4                                     |
| minéraux courants | 2 à 4                                     |
| eau               | 80                                        |

La permittivité de l'eau est largement supérieure à celle des autres constituants, l'eau contribue donc beaucoup à la permittivité apparente du sol. On peut donc établir une relation empirique entre la permittivité apparente {\displaystyle \epsilon _{r}} et la  teneur en eau {\displaystyle \theta } volumique.
La formule empirique de Topp donne la teneur en eau en fonction de la permittivité apparente :
{\displaystyle \theta =-5,3\cdot 10^{-2}+2,92\cdot 10^{-2}\cdot \epsilon _{r}-5,5\cdot 10^{-4}\cdot \epsilon _{r}^{2}+4,3\cdot 10^{-6}\cdot \epsilon _{r}^{3}}
Toutefois, cette relation est sensible aux autres constituants du sol, pour avoir une meilleure précision sur la teneur en eau volumique, la relation {\displaystyle \epsilon _{r}-\theta } doit être calibrée pour chaque sol.